# Gunnel Samuelsson
Gunnel Elisabeth Samuelsson Egge, ogift Samuelsson, född 5 maj 1947 i Stockholm, är en svensk skådespelare.

## Biografi
Gunnel Samuelsson är utbildad vid Statens scenskola i Malmö 1969–1972. Hon kom till Östgötateatern i Norrköping 1972 där hon debuterade i rollen som Maria i West Side Story. Hon har medverkat i många musikaler, bland annat Sommarnattens leende, Candide, Tiggarens opera, Jekyll & Hyde och My Fair Lady. Hon har spelat i talpjäser som Don Juan, En uppstoppad hund, Klassträffen, Festen och Arsenik och gamla spetsar.

## Familj
Gunnel Samuelsson är dotter till historikern Kurt Samuelsson och Eivor Beckman-Samuelsson samt har varit gift (från 1973) med Peter Egge (född 1944), son till skådespelarna Lars Egge och Isa Quensel.

## Teater

### Roller (ej komplett)
| År   | Roll         | Produktion                                                                                         | Regi                 | Teater                           |
| ---- | ------------ | -------------------------------------------------------------------------------------------------- | -------------------- | -------------------------------- |
| 1972 | Maria        | West Side Story Arthur Laurents, Leonard Bernstein och Stephen Sondheim                            | John Zacharias       | Norrköping-Linköping stadsteater |
| 1972 |              | Vägen till Kanaan Rudolf Värnlund                                                                  | Lars Gerhard Norberg | Norrköping-Linköping stadsteater |
| 1973 |              | Ett Amnesty-spel Kerttu Thoren och ensemblen                                                       | Kerttu Thoren        | Norrköping-Linköping stadsteater |
| 1973 | Gun Rothe    | Om 7 flickor Erik Torstensson                                                                      | Margreth Weivers     | Norrköping-Linköping stadsteater |
| 1973 | Laina        | Herr Puntila och hans dräng Matti (Herr Puntila und sein Knecht Matti) Bertolt Brecht              | Jan Lewin            | Norrköping-Linköping stadsteater |
| 1973 |              | Kungens rosor Bertil Norström och Lars Gerhard Norberg                                             | Lars Gerhard Norberg | Norrköping-Linköping stadsteater |
| 1974 | Anne Egerman | Sommarnattens leende (A Little Night Music) Stephen Sondheim och Hugh Wheeler                      | Torsten Sjöholm      | Norrköping-Linköping stadsteater |
| 1974 |              | Leva loppan (La puce à l'oreille) Georges Feydeau                                                  | Lars Gerhard Norberg | Norrköping-Linköping stadsteater |
| 1975 | Medverkande  | Bland kvännor och min, ett musikaliskt program om kvinnor och män Gunnel Samuelsson och Peter Egge | Svend Bunch          | Norrköping-Linköping stadsteater |
| 1975 |              | Predikare-Lena Tore Zetterholm                                                                     | Lars Gerhard Norberg | Norrköping-Linköping stadsteater |
| 1976 |              | Igenpluggad Anneli Edström och Janne Lindstedt                                                     | Göran Sarring        | Norrköping-Linköping stadsteater |
| 1977 |              | Don Quijotes äventyr Evert Lundström                                                               | Göran Sarring        | Norrköping-Linköping stadsteater |
| 2000 |              | En uppstoppad hund Staffan Göthe                                                                   | Claes Lundberg       | Östgötateatern                   |
| 2002 | Mrs Peachum  | Tolvskillingsoperan (Die Dreigroschenoper) Bertolt Brecht och Kurt Weill                           | Åsa Melldahl         | Östgötateatern                   |
| 2010 |              | Familjen (August: Osage County) Tracy Letts                                                        | Tereza Andersson     | Östgötateatern                   |
| 2012 |              | Gin & Bitter Lemon (Absurd Person Singular) Alan Ayckbourn                                         | Stina Ancker         | Östgötateatern                   |